# Centésimo primeiro quilômetro
O centésimo primeiro quilômetro ou quilômetro 101 (em russo:  101-й километр, sto pervyy kilometr) é uma frase coloquial para restrições à liberdade de movimento na União Soviética.

## Etimologia
A frase "101º quilômetro" foi cunhada pela primeira vez depois que a União Soviética sediou as Olimpíadas de Moscou em 1980 em referência ao limite leste do Oblast de Moscou, localizado a 101 quilômetros de Moscou. As autoridades soviéticas removeram à força todos os "elementos indesejáveis" de Moscou, como ociosos, prostitutas e ébrios conhecidos, além dessa fronteira para melhorar a imagem da cidade para visitantes internacionais durante os eventos das Olimpíadas de 1980.

## Uso da expressão
O quilômetro 101 tornou-se uma frase coloquial para limites à liberdade de movimento sob a propiska, o sistema soviético de controle da migração interna. Durante a maior parte da era soviética, criminosos e outros "indesejáveis", incluindo prisioneiros políticos supostamente reabilitados que retornavam dos Gulags, eram muitas vezes impedidos de se estabelecer em centros urbanos maiores, como Moscou. 
As leis propiska destinavam-se em parte a manter os elementos indesejáveis longe dos estrangeiros, que geralmente ficavam restritos a áreas dentro de 25 km dos centros das cidades, de maneira semelhante às Olimpíadas de 1980. Os direitos de um ex-presidiário de circular livremente pelo país após a soltura da prisão seriam restringidos por um longo período de tempo. Em vez de documentos regulares, os ex-presidiários receberiam um substituto temporário, um "bilhete" (em russo:  101-й километр, sto pervyy kilometr, transl. volchiy bilet), confinando-os ao exílio sem o direito de se estabelecer a menos de 100 km de grandes centros urbanos centros onde lhes seria recusada a autorização de residência ao abrigo do sistema propiska.
Na Rússia moderna, essa restrição de 100 km foi abolida – embora ainda exista uma versão de propiska (chamada Registro de residente na Rússia) – e a expressão é usada em um contexto semelhante ao envio de pessoas para áreas rurais sem desenvolvimento — boondocks.